# Acció Ecologista - Agró
Acció Ecologista - Agró es una asociación no gubernamental, sin ánimo de lucro y ecologista, que desarrolla sus actividades en la Comunidad Valenciana, en España.

## Historia, ámbito de actuación y organización
Acció Ecologista se fundó en Valencia, en el año 1981, por socios de AVIAT, y activistas del movimiento antinuclear. En 1987 se unió con la asociación Agró, dando lugar al nombre actual. En 2015 fue reconocida como asociación de utilidad pública.
Su ámbito de actuación es la Comunidad Valenciana, con actuación en diversas comarcas, principalmente La Huerta, Morvedre, La Marina, La Ribera, La Costera, o La Safor en Valencia, La Marina en Alicante, y La Plana en Castellón. La asociación se estructura en comisiones sectoriales: jurídica, territorio, bosques, energía, residuos, o educación ambiental. La movilidad urbana en la asociación cuenta con el colectivo Valencia en bici.
Acció Ecologista - Agró es miembro del CIDN (Consejo Ibérico para la Defensa de la Naturaleza).

## Áreas de actividad

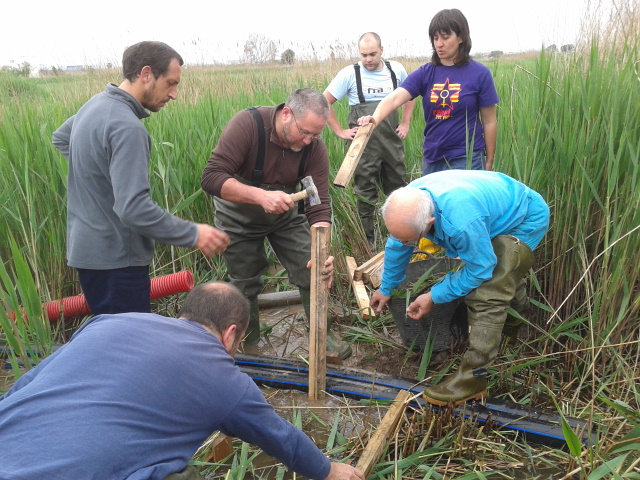
Miembros de la Asociación en la Marjal de Rafalell y Vistabella

Acció Ecologista - Agró inició acciones legales en contra de algunos aspectos del plan eólico en la Comunidad Valenciana, consiguiendo la anulación de uno de los planes. En colaboración con el ayuntamiento del puerto de Sagunto, ha organizado visitas guiadas por el ecosistema de las playas y las dunas. También ha reclamado durante años el cierre del emisario de Canet, un punto negro de la costa de Morvedre.
En el año 2012 consiguió anular la inclusión de la tórtola turca en el Decreto valenciano de especies exóticas.
Uno de los aspectos de mayor preocupación de esta asociación es la defensa de los humedales. Entre ellas se puede citar las acciones en defensa la Marjal de Pego-Oliva, consiguiendo la condena del exalcalde de Pego por un delito contra los recursos naturales. 
También ha realizado diversas medidas de defensa de la Albufera de Valencia, recurrió y consiguió la anulación de parte del Plan Rector de Uso y Gestión que permitía nuevas edificaciones en el Parque, consiguió anular la autorización para realizar obras en el Presa del Bosquet en Mogente y la anulación del PAI que afectaba al Cuadro de Santiago en Castellón.
Anualmente realiza actividades de control de especies exóticas en ríos y zonas húmedas, especialmente sobre galápagos invasores, a la vez que realiza un control y seguimiento de los galápagos autóctonos.